# Huichuan
Huichuan léase Juéi-Chuán (en chino:汇川区, pinyin: Huìchuān Qū)  es un distrito urbano bajo la administración directa de la ciudad-prefectura de Zunyi en la provincia de Guizhou, República Popular China. 
El distrito al ser adyacente con Honghuagang (Sede de gobierno) es el centro económico, político y cultural de la ciudad de Zunyi. Su área total es de 712 kilómetros cuadrados, de los cuales el área construida es de 80 kilómetros cuadrados.
A partir de 2010, la población total del distrito de Huichuan fue de 438 464 habitantes, que incluyen grupos minoritarios  como Han , Miao , Yi , Tujia entre otros grupos étnicos en el territorio.
El 10 de junio de 1997, con la aprobación del Consejo de Estado, el condado de Honghuagang se niveló a distrito.

## Administración
A partir de marzo de 2016 el distrito de Huichuan se divide en 14 pueblos que se administran en 4 subdistritos y 11 poblados.

## Geografía
El distrito de Huichuan es adyacente al Distrito de Huichuan (Sede de gobierno) se encuentra en la parte norte de la provincia de Guizhou, al norte de la montaña Lushan y al sur del río Wujiang. El distrito yace en la zona de transición de la meseta Yunnan-Guizhou , la cuenca de Sichuan y las montañas de Hunan. El punto más alto es de 1400 m s. n. m., el punto más bajo es de 790 metros, la altitud promedio es de unos 1000 metros y el centro del distrito está a 820 metros sobre el nivel del mar.

## Clima
Huichuan tiene un clima subtropical húmedo de cuatro estaciones, con influencia de los monzones, ligeramente modificados por la elevación. Tiene inviernos bastante suaves y veranos calurosos y húmedos; cerca del 60% de los 1070 mm del año de lluvia cae de mayo a agosto. La temperatura promedio mensual de 24 horas varía de 4.5 °C en enero a 25.1 °C en julio, mientras que la media anual es de 15.32 °C. La lluvia es común durante todo el año, con 182 días de precipitación anual, aunque en realidad no se acumula mucho en invierno, la época más nublada del año; El verano, por el contrario, es el más soleado con un porcentaje mensual de luz solar posible que oscila entre alrededor del 9% en enero y febrero y el 45% en agosto, la ciudad recibe solo 1051 horas de luz solar al año; solo unas pocas localidades en la vecina Sichuan reciben menos sol en promedio.
| Parámetros climáticos promedio de Huichuan (1971-2000) | Parámetros climáticos promedio de Huichuan (1971-2000) | Parámetros climáticos promedio de Huichuan (1971-2000) | Parámetros climáticos promedio de Huichuan (1971-2000) | Parámetros climáticos promedio de Huichuan (1971-2000) | Parámetros climáticos promedio de Huichuan (1971-2000) | Parámetros climáticos promedio de Huichuan (1971-2000) | Parámetros climáticos promedio de Huichuan (1971-2000) | Parámetros climáticos promedio de Huichuan (1971-2000) | Parámetros climáticos promedio de Huichuan (1971-2000) | Parámetros climáticos promedio de Huichuan (1971-2000) | Parámetros climáticos promedio de Huichuan (1971-2000) | Parámetros climáticos promedio de Huichuan (1971-2000) | Parámetros climáticos promedio de Huichuan (1971-2000) |
| Mes                                                    | Ene.                                                   | Feb.                                                   | Mar.                                                   | Abr.                                                   | May.                                                   | Jun.                                                   | Jul.                                                   | Ago.                                                   | Sep.                                                   | Oct.                                                   | Nov.                                                   | Dic.                                                   | Anual                                                  |
| ------------------------------------------------------ | ------------------------------------------------------ | ------------------------------------------------------ | ------------------------------------------------------ | ------------------------------------------------------ | ------------------------------------------------------ | ------------------------------------------------------ | ------------------------------------------------------ | ------------------------------------------------------ | ------------------------------------------------------ | ------------------------------------------------------ | ------------------------------------------------------ | ------------------------------------------------------ | ------------------------------------------------------ |
| Temp. máx. media (°C)                                  | 7.6                                                    | 9.4                                                    | 14.6                                                   | 20.7                                                   | 24.5                                                   | 27.2                                                   | 30.1                                                   | 30.0                                                   | 25.8                                                   | 20.4                                                   | 15.1                                                   | 10.2                                                   | 19.6                                                   |
| Temp. mín. media (°C)                                  | 2.6                                                    | 3.9                                                    | 7.5                                                    | 12.5                                                   | 16.3                                                   | 19.4                                                   | 21.4                                                   | 20.8                                                   | 17.8                                                   | 13.4                                                   | 8.9                                                    | 4.3                                                    | 12.4                                                   |
| Precipitación total (mm)                               | 26.0                                                   | 21.1                                                   | 36.8                                                   | 87.3                                                   | 152.7                                                  | 199.4                                                  | 153.4                                                  | 137.3                                                  | 100.6                                                  | 94.3                                                   | 44.5                                                   | 21.0                                                   | 1074.4                                                 |
| Días de precipitaciones (≥ 1 mm)                       | 16.1                                                   | 14.5                                                   | 16.7                                                   | 17.8                                                   | 18.3                                                   | 17.1                                                   | 13.4                                                   | 13.0                                                   | 13.9                                                   | 16.0                                                   | 13.6                                                   | 11.9                                                   | 182.3                                                  |
| Horas de sol                                           | 27.8                                                   | 29.4                                                   | 55.1                                                   | 90.0                                                   | 102.5                                                  | 103.3                                                  | 171.2                                                  | 182.3                                                  | 113.6                                                  | 77.8                                                   | 54.6                                                   | 43.3                                                   | 1050.9                                                 |
| Humedad relativa (%)                                   | 83                                                     | 81                                                     | 80                                                     | 79                                                     | 78                                                     | 79                                                     | 77                                                     | 77                                                     | 79                                                     | 82                                                     | 81                                                     | 80                                                     | 79.7                                                   |
| Fuente: China Meteorological Administration            |                                                        |                                                        |                                                        |                                                        |                                                        |                                                        |                                                        |                                                        |                                                        |                                                        |                                                        |                                                        |                                                        |

## Recursos
El distrito de Huichuan tiene abundantes reservas de manganeso, hierro, aluminio, azufre, molibdeno y otros recursos, de los cuales las reservas de mineral de manganeso y la calidad se encuentran entre las principales de China. A partir de 2012, las reservas probadas de mineral de manganeso son de aproximadamente 100 millones de toneladas, las reservas de bauxita son de 300 millones de toneladas, las reservas de minas de carbón son de alrededor de 120 millones de toneladas.